# كونيرز هيرنج
كونيرز هيرنج (بالإنجليزية: Conyers Herring)‏ (و. 1914 – 2009 م) هو فيزيائي، وأستاذ جامعي من الولايات المتحدة الأمريكية . ولد في سكوتيا .
وهو عضو في الأكاديمية الأمريكية للفنون والعلوم .
توفي في بالو ألتو، كاليفورنيا .

## التعليم
تعلم في جامعة برنستون

## جوائز
حصل على جوائز منها:
- جائزة وولف في الفيزياء (1985)
- Oliver E. Buckley Condensed Matter Prize (1959)
- NAS Award for Scientific Reviewing.